# Ranunculus macauleyi
Ranunculus macauleyi är en ranunkelväxtart som beskrevs av Asa Gray. Ranunculus macauleyi ingår i släktet ranunkler, och familjen ranunkelväxter. Utöver nominatformen finns också underarten R. m. brandegeei.

## Bildgalleri

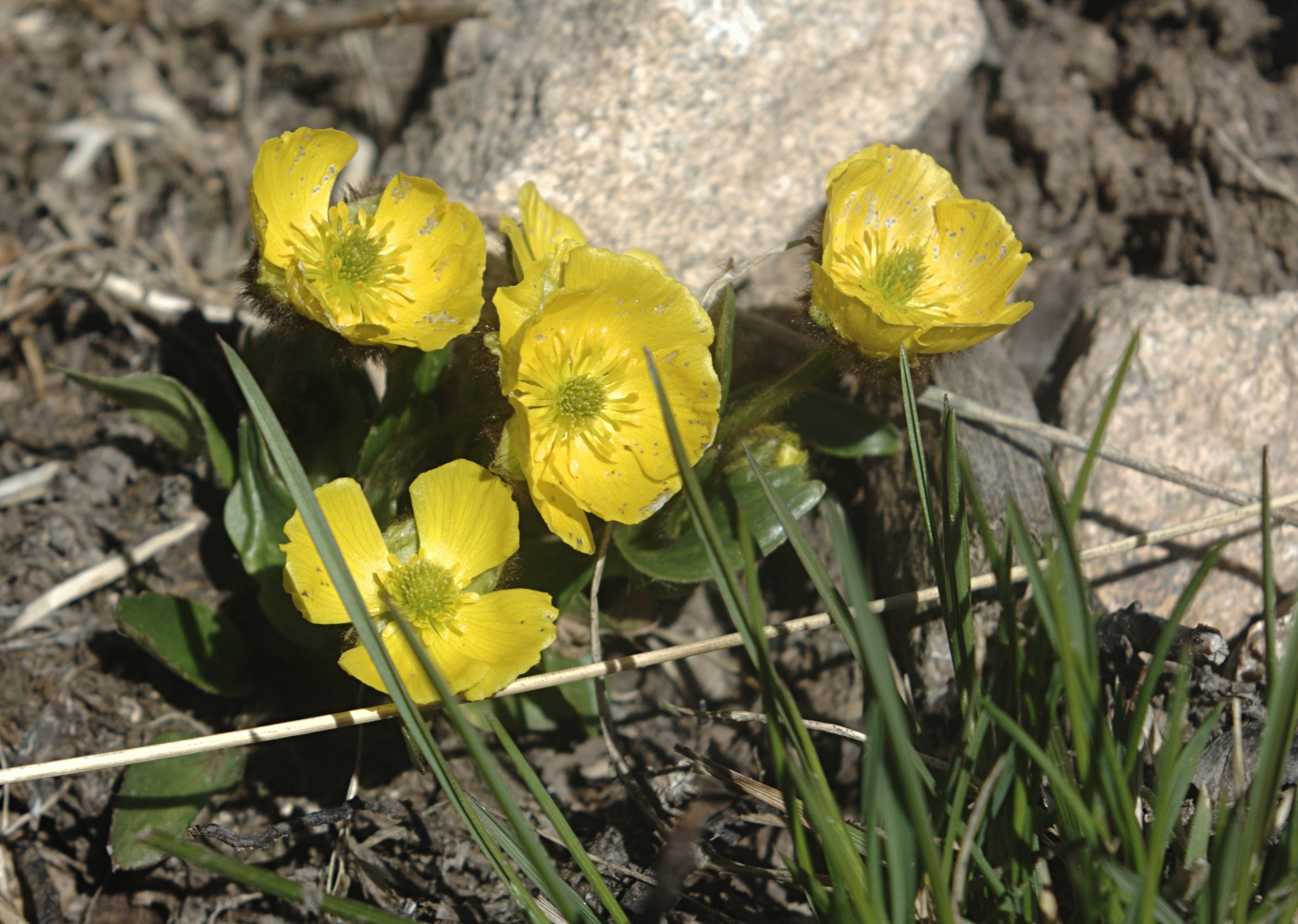
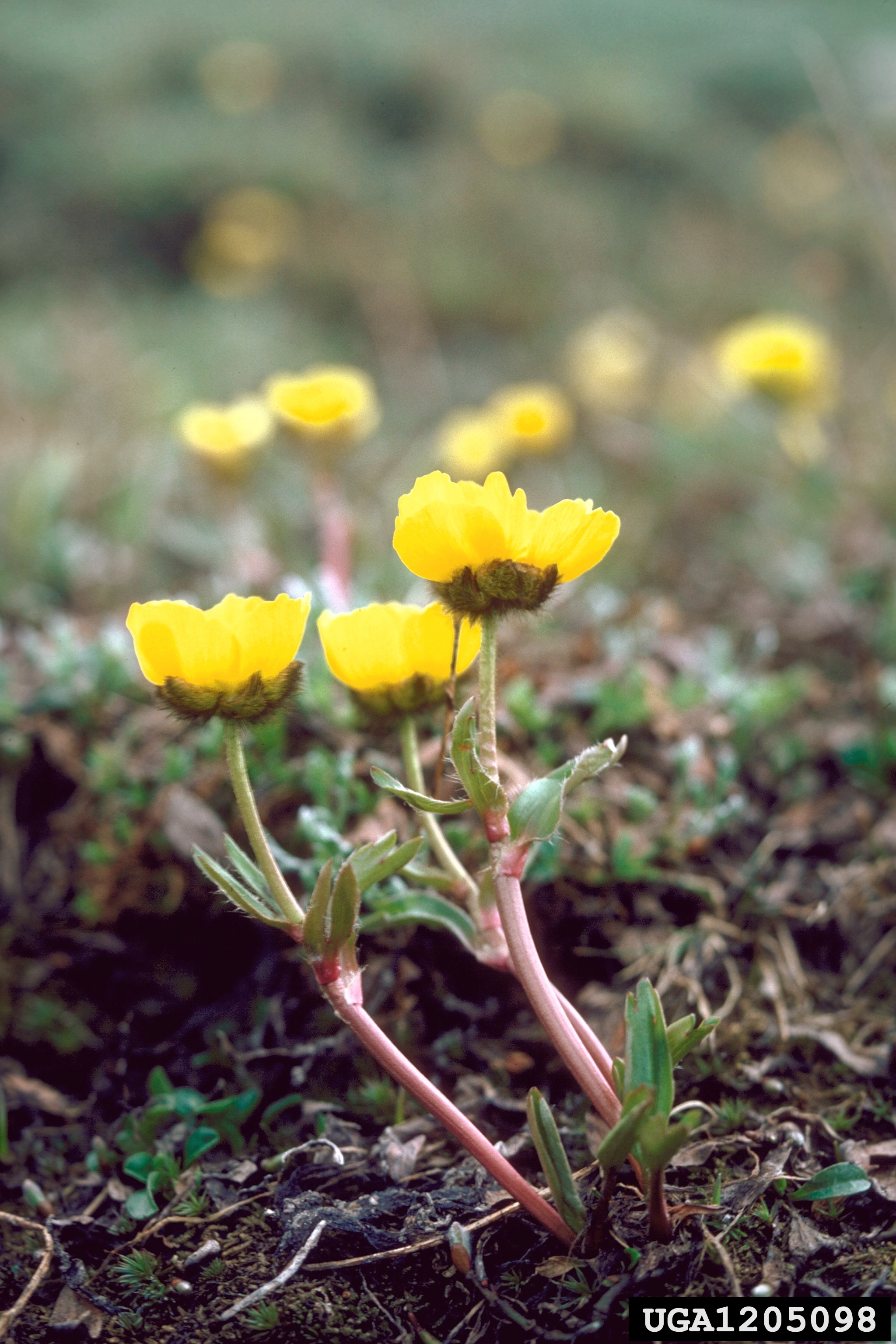